# Шаїб-ель-Банат
Шаїб-ель-Банат — найвища гора Червоного моря. Її висота-2187 м над рівнем моря. Згідно з легендою, на цій горі було поховано Омара-аль-Мухаммеда Сахмета, першого халіфа Єгипту. Тому Шаїб-ель-Банат вважають священною горою. Знаходиться неподалік містечка Сафага на березі Червоного моря. Біля цієї гори американський археолог Майкл Пірстон знайшов артефакт: у трьох пірамідах неподалік гори знаходяться гробниці фараона Тут-
моса ІІ.Там було виявлено цілу гору золота. Тож археологи вибирають цю гору Шаїб-ель-Банат невипад-
ково. Саме тут було виявлено ще 5 печер-катакомб і 8 пірамід.
Географія.(Ред.)
Шаїм-ель-Банат знаходиться неподалік двох містечок: Сафага і Аль-Шаїм, одразу на злитті двох річок: Сауд і Аль-Тук.

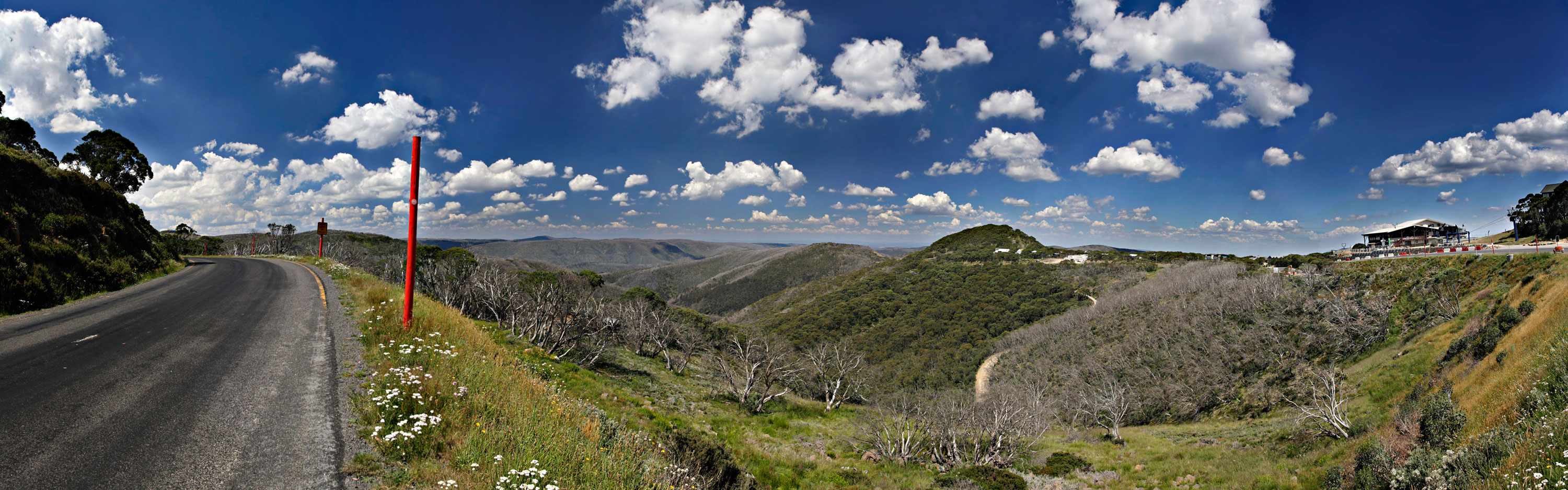
Гори навесні(Шаїм-ель-Банат на задньому фоні.)